# Rougemontier
Rougemontier (bis zum 10. Januar 2025 Rougemontiers) ist eine französische Gemeinde mit 1.033 Einwohnern (Stand: 1. Januar 2022) im Département Eure in der Region Normandie. Sie gehört zum Arrondissement Bernay und ist Teil des Kantons Bourg-Achard. Die Einwohner werden Rubimonastériens genannt.

## Geographie
Rougemontier liegt etwa 30 Kilometer westsüdwestlich von Rouen in der Landschaft Roumois. Umgeben wird Rougemontier von den Nachbargemeinden Routot im Norden, Hauville im Nordosten, Bouquetot im Osten, Flancourt-Crescy-en-Roumois im Südosten, Illeville-sur-Montfort im Süden, Brestot im Westen und Südwesten sowie Éturqueraye im Westen.
Durch die Gemeinde führt die Autoroute A 13.

## Bevölkerungsentwicklung
| Jahr                       | 1962 | 1968 | 1975 | 1982 | 1990 | 1999 | 2006 | 2012 | 2020 |
| Einwohner                  | 425  | 484  | 562  | 785  | 762  | 752  | 848  | 957  | 1038 |
| Quellen: Cassini und INSEE |      |      |      |      |      |      |      |      |      |

## Sehenswürdigkeiten
- Kirche Saint-Martin aus dem 12. Jahrhundert
- Altes Pfarrhaus, heutiges Rathaus, aus dem Jahre 1778

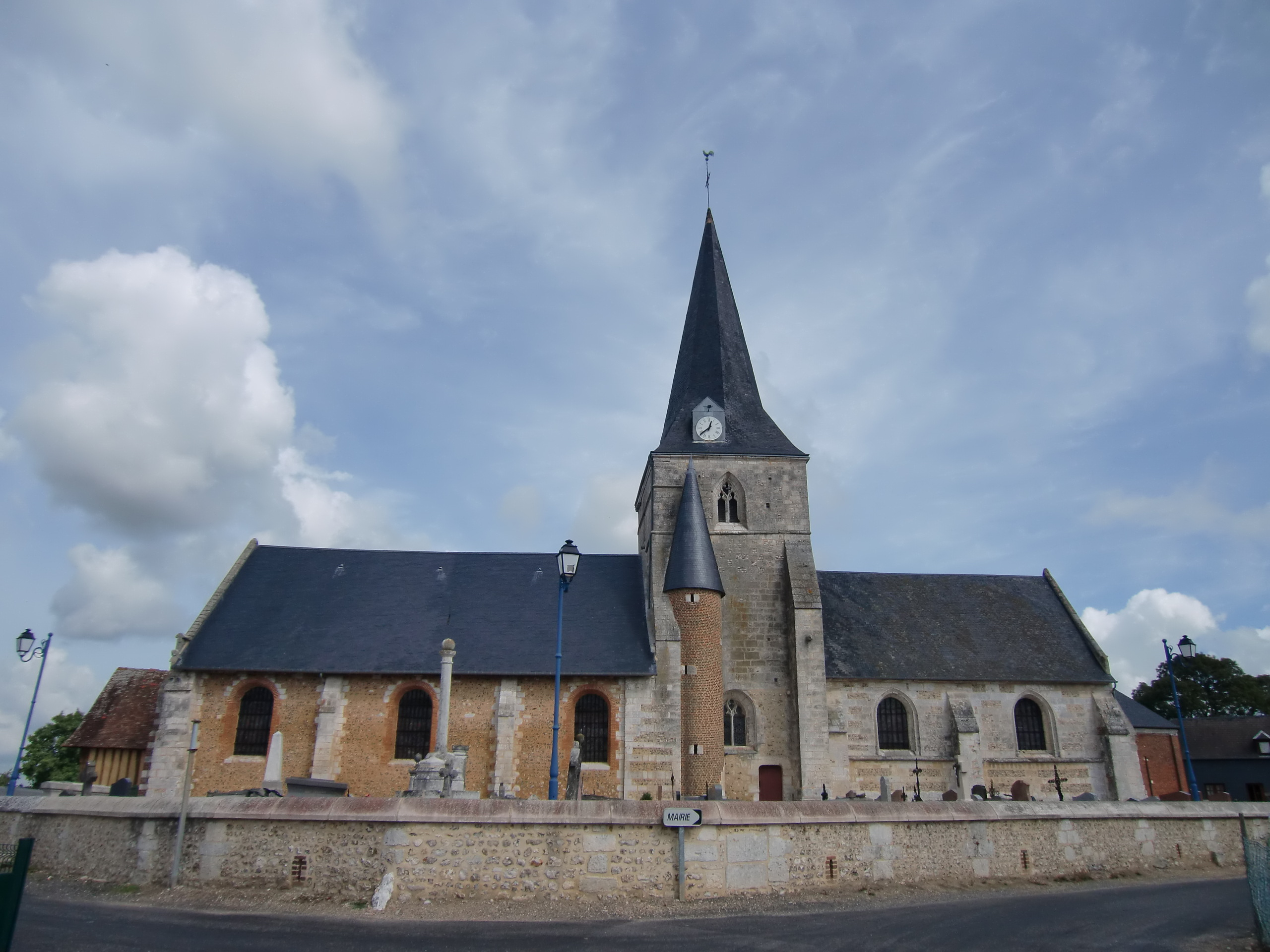
Kirche Saint-Martin

## Nachweise
1. ↑  Décret n° 2025-34 du 8 janvier 2025 portant changement du nom de communes, legifrance.gouv.fr, abgerufen am 20. Januar 2025